# Warszawa, année 5703
Pour plus de détails, voir Fiche technique et Distribution.
Warszawa, année 5703 (Warszawa. Rok 5703) est un drame de guerre franco-germano-polonais réalisé par Janusz Kijowski et sorti en 1992.

## Synopsis
Le film suit un couple d'une vingtaine d'années qui fuit la chute du ghetto de Varsovie.

## Fiche technique
- Titre original : Warszawa. Rok 5703[2]
- Titre français : Warszawa, année 5703[3]
- Réalisation : Janusz Kijowski
- Scénario : Janusz Kijowski, Jerzy Janicki (pl)
- Photographie : Przemysław Skwirczyński (pl)
- Montage : Wanda Zeman
- Musique : Jan Kanty Pawluśkiewicz (pl)
- Décors : Andrzej Przedworski (pl)
- Production : Henry Lange, Artur Brauner, Joanna Kopzynska
- Société de production : Molecule (Paris), CCC-Filmkunst (Berlin), Zodiak (Varsovie)
- Pays de production :  Pologne -  France -  Allemagne
- Langue originale : français, allemand
- Format : couleurs - Son stéréo - 1,66:1
- Genre : drame de guerre
- Durée : 111 minutes
- Date de sortie :
  - France : 26 août 1992
  - Pologne : novembre 1992

## Distribution
- Lambert Wilson - Alek
- Hanna Schygulla - Stefania Bukowska
- Julie Delpy - Fryda - la femme d'Alek
- Krzysztof Zaleski - Officier de la Gestapo
- Władysław Kowalski (pl) - photographe
- Piotr Cieślak - vicaire
- Paweł Nowisz - sacristain
- Leon Niemczyk - officier, voisin de Stefania
- Tomasz Jarosz - soldat allemand
- Marek Kasprzak (pl) - soldat allemand